# Louise Arnold Tanger Arboretum

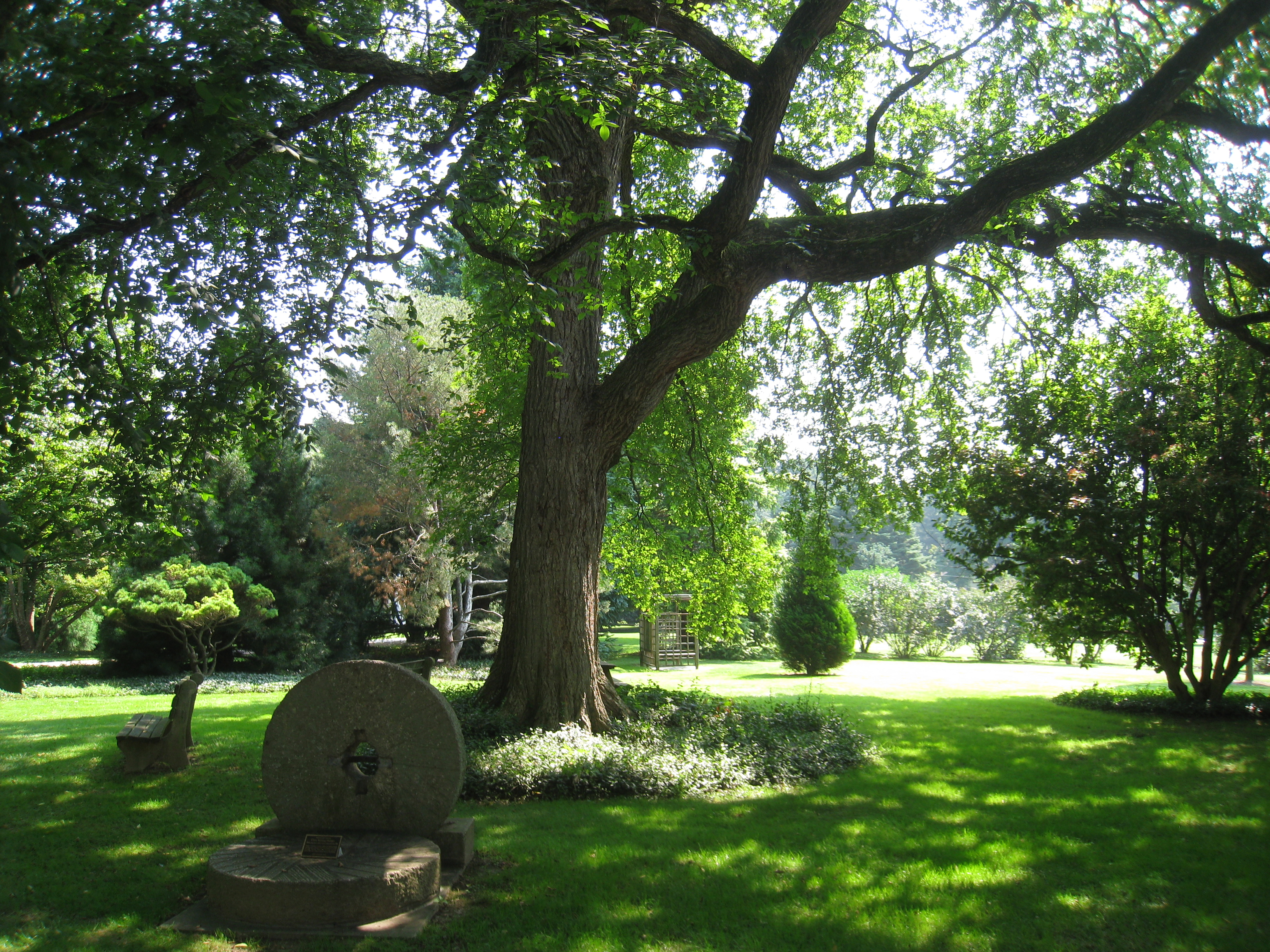
Louise Arnold Tanger Arboretum

Louise Arnold Tanger Arboretum je arboretum umístěné na pozemku Lancaster County Historical Society na 230 North President Avenue, v Lancasteru v Pensylvánii.
Bylo založeno v roce 1959 podle návrhu Gustava Malmborga. Nápad na osázení prázdné plochy vzešel od přírodovědkyně Louise Arnold Tangerové v roce 1956. Roste tu více než 100 druhů stromů. Je otevřeno veřejnosti po celý rok a stará se o něj skupina dobrovolníků.